# Berzétemonostor
Berzétemonostor vagy Berzétemonostora (horvátul: Nuštar) falu és község (járás) Horvátországban, Vukovár-Szerém megyében.

## A község (járás) települései
Közigazgatásilag Cserig (Cerić) és Valkószentmária (Marinci) falvak tartoznak hozzá.

## Fekvése
A Nyugat-Szerémségben, Vinkovcétól 5,5 km-re északkeletre, Vukovártól 15 km-re nyugatra, a Szlavóniai-síkság keleti részén található. 

## Története
A területén található számos régészeti lelőhely tanúsága szerint itt már az őskortól fogva folyamatosan éltek emberek. Őskori lelőhely található az Ervenica-pataktól nyugatra, egy hosszan elnyúló magaslatnak a patak felé lejtő oldalán, ahol őskori cseréptöredékek, kőeszközök, házra utaló agyaghabarcs darabok kerültek elő. Ugyancsak őskori kerámiákat találtak a patak északi partja mentén a „Đurkove njive/Ribnjak” lelőhelyen Berzétemonostor és Cserig között. 
A belasi Khuen grófi kastély közelében, a helyi sport- és rekreációs központ építése során helyi lakosok régészeti leleteket találtak. A Vinkovcei Városi Múzeum munkatársai a helyszínen sírok körvonalait azonosították. A feltárás során a szakemberek 17 avarkori sírt találtak, melyekbe a 7. és 9. század között temetkeztek. Több sírban kerámiatárgyak voltak elhelyezve mellékletekként az elhunyt lábánál. Három olyan sírt is találtak, melyben az öltözet bronz részei kerültek elő. Ezt követően a 2011. január végén indult két hónapos ásatás során összesen 198 sírt tártak fel, de még meghatározatlan számú sír maradt feltáratlanul, mivel az ásatási területen kívül esett.
A középkori település előzménye a valkói bencések itt alapított Szentlélek monostora volt. 
Alapítási körülményei ismeretlenek. A monostor és temploma valószínűleg a 12. század végén épült. Első írásos említése 1225-ben történt III. Honoriusz pápa oklevelében, mely a monostor johannita lovagok általi kifosztása után íródott. 1263-ban „Monastery sancti Spiritus de Wolko” alakban említik a bácsi káptalan oklevelében, melyben a káptalan előtt Újlaki Choba fia Chepán, a monostor birtoka mellett három ekényi földet Seltha comesre örökít. 1353-ban „Monustur” néven említik a pécsi káptalan bizonyságlevelében Monostor és Háságy nevű birtokok határjárásáról. A Berzéte családnév 1377-ben tűnik fel „Berzethe” alakban a boszniai káptalan I. Lajos magyar királynak írt jelentésében, melyben jelenti, hogy Horváti János macsói bán és valkói főispán meghagyására Szentsalvatori Simon fiainak birtokán Berzethe Miklós által elkövetett hatalmaskodás iránt a vizsgálatot teljesítette. 1394-ben már „Berzethe Monosthora”, illetve „Berzetemonostora” néven említik. A monostori Berzéthe család volt a birtokosa, de részeit már 1381-ben és 1396-ban a Garaiak szerezték meg. 1401-ben Zsigmond király Berzéthe Miklós magtalan halála esetére teljesen a Garaiakra ruházta át a monostor és uradalmának birtokjogát, de csak 1419-ben nyerik el a birtok feletti teljes rendelkezés jogát. A monostor azonban a 14. század végének hatalmi harcaiban már korábban elpusztult. 1422-ben a Garaiak újjáépítették és visszahívták a bencéseket. A kolostor mellé hatalmas kövekből egy kéttornyú templomot építettek fel, amit szintén a Szentléleknek szenteltek fel. A monostort 1485-ben említik utoljára, de a templom egészen 1729-ig állt, amikor akkori földesura a szentély kivételével lebontatta. Maradványaiból épült fel a Szent Anna templom. A monostor köveiből várkastélyt építettek, amely 1474-ben „Castellum Berzethemonostra” néven a Dabasi Péteré volt, 1485-ben pedig már a királyi tulajdon.
A település a Szentlélek monostor körül jött létre a mai „Crkvište” nevű helyen, nagyjából a várkastély építésével egyidőben, a 15. században. Vásártartási joggal rendelkező mezőváros és vámhely is volt. Templomát Szent Miklós tiszteletére szentelték. 1484-ben „Opidum Monostor” néven említik. 1459-ben és 1484-ben is törvényhozó megyegyűlést tartottak itt. A török 1526-ban Valkóvár eleste után szállta meg. A török uralom alatt a település és a várkastély is romokban hevert és csak faluként említik meg. 
A térség 1687-ben szabadult fel a török hódoltság alól. 1698-ban már 24, katolikus horvátok lakta ház állt a településen. Kezdetben kamarai birtok volt, majd 1702-ben de Mackar báró özvegye vásárolta meg 22 ezer forintért. 1745-ben az önálló berzétemonostori uradalom központja lett. Későbbi birtokosai Miksa Eugen de Gossau gróf (1741-ig), majd Trenk Ferenc báró és 1751-től szlavniczai Sándor Mihály báró voltak. A 19. század elején a birtokot Khuen Antal gróf örökölte és az ő leszármazottai birtokolták egészen a második világháborúig. A jobbágyfelszabadítás felgyorsította a helyi gazdaság fejlődését. A mezőgazdaság fejlődését tükrözi, hogy 1854-ben gőzfűrész, 1864 pedig gőzmalom kezdte meg működését. Nagy fontosságú volt a település fejlődésére a Dálya–Vinkovce–Bród-vasútvonal 1878-as elkészülte, valamint a Vukovár–Vinkovce főút megépítése. A horvát nemzeti megújulás első helyi eseménye a horvát olvasókör 1882-es megalapítása volt. Megalakult az énekkar és a takarékpénztár. Stjepan Radić horvát parasztpártját (HSS) széles körben támogatták és a nemzeti szellem még a kommunista rezsim idején sem pusztult el, ami a települést a politikai tisztogatás célpontjává tette. Berzétemonostornak 1850-ben még 790, 1910-ben már 1173 lakosa volt.
Szerém vármegye Vukovári járásához tartozott, majd az új délszláv államhoz került. 1941–45 között a Független Horvát Állam része, majd ismét Jugoszláviáé. 1991 óta a független Horvátországhoz tartozik. A horvátországi háborúban a település a horvát védelem első vonalába esett. Az erőteljes szerb támadások 1991 októberében kezdődtek azzal a céllal, hogy megtörjék a védők ellenállását és nyugat felé további teret nyerjenek. Vukovár eleste után a horvátok ide menekültek, a szerbek pedig három oldalról is körbevették. Noha a védőknek sikerült megállítaniuk őket, a falu megfizette az árát. Számos helyi ember áldozta életét, a falu pedig csaknem megsemmisült.

## Népesség
| 1857 | 1869 | 1880 | 1890 | 1900 | 1910 | 1921 | 1931 | 1948 | 1953 | 1961 | 1971 | 1981 | 1991 | 2001 | 2011 |
| ---- | ---- | ---- | ---- | ---- | ---- | ---- | ---- | ---- | ---- | ---- | ---- | ---- | ---- | ---- | ---- |
| 821  | 991  | 943  | 1038 | 1208 | 1309 | 1289 | 1303 | 1636 | 2034 | 2811 | 3290 | 3755 | 4080 | 3606 | 3665 |

A lakosok túlnyomó többsége horvát nemzetiségű.
Berzétemonostor községnek (járásnak) a hozzá tartozó Cserig és Valkószentmária településekkel együtt:
- 1961-ben 5185
- 1971-ben 5627
- 1981-ben 6097
- 1991-ben 6612
- 2001-ben 5862 lakosa volt. A népességből 5636 fő horvát (96,14%), 72 magyar (1,23%), 58 albán, 45 szerb, 10 német, 7 macedón, 7 magát szerb-horvátnak valló egyén, 2 ruszin, 2 szlovák, 1 montenegrói, 1 szlovén, 2 egyéb és 19 fő ismeretlen nemzetiségű volt.

## Kultúra
A HSKPD Seljačka sloga kulturális egyesület 1936 óta megszakításokkal működik. A II. világháború után, 1950-ben Miki Meštrović vezetésével újította fel működését. Fellépésein a település dalait, táncait, népszokásait mutatja be. Az egyesület ma mintegy 80 taggal működik.

## Oktatás
OŠ Zrinskih Nuštar általános iskola. A település első iskoláját 1819-ben alapították. A második világháború után a tanulók száma hirtelen növekedett, így iskolai hely hiányában több éven át tartottak órákat a belasi Khuen grófi család kastélyában. A mai iskolaépület 1972-ben épült fel és a két horvát nemzeti hős Zrínyi Miklós és Zrínyi Péter tiszteletére a „Zrinski” nevet vette fel. A horvátországi háború előtt 810 tanuló vett részt az oktatásban. Az intézménynek 58 alkalmazottja volt. A háború idején az iskola épülete megsemmisült. A horvát oktatási minisztérium és a megyei hatóságok erőfeszítéseinek köszönhetően építették újjá. Az intézménynek két területi iskolája van, melyek Cserig és Szlavónmária településeken működnek.

## Sport
- Az NK Nosteria Nuštar labdarúgóklubot 1921-ben alapították. Jelenleg az Eszék-Vinkovce megyeközi ligában szerepel.

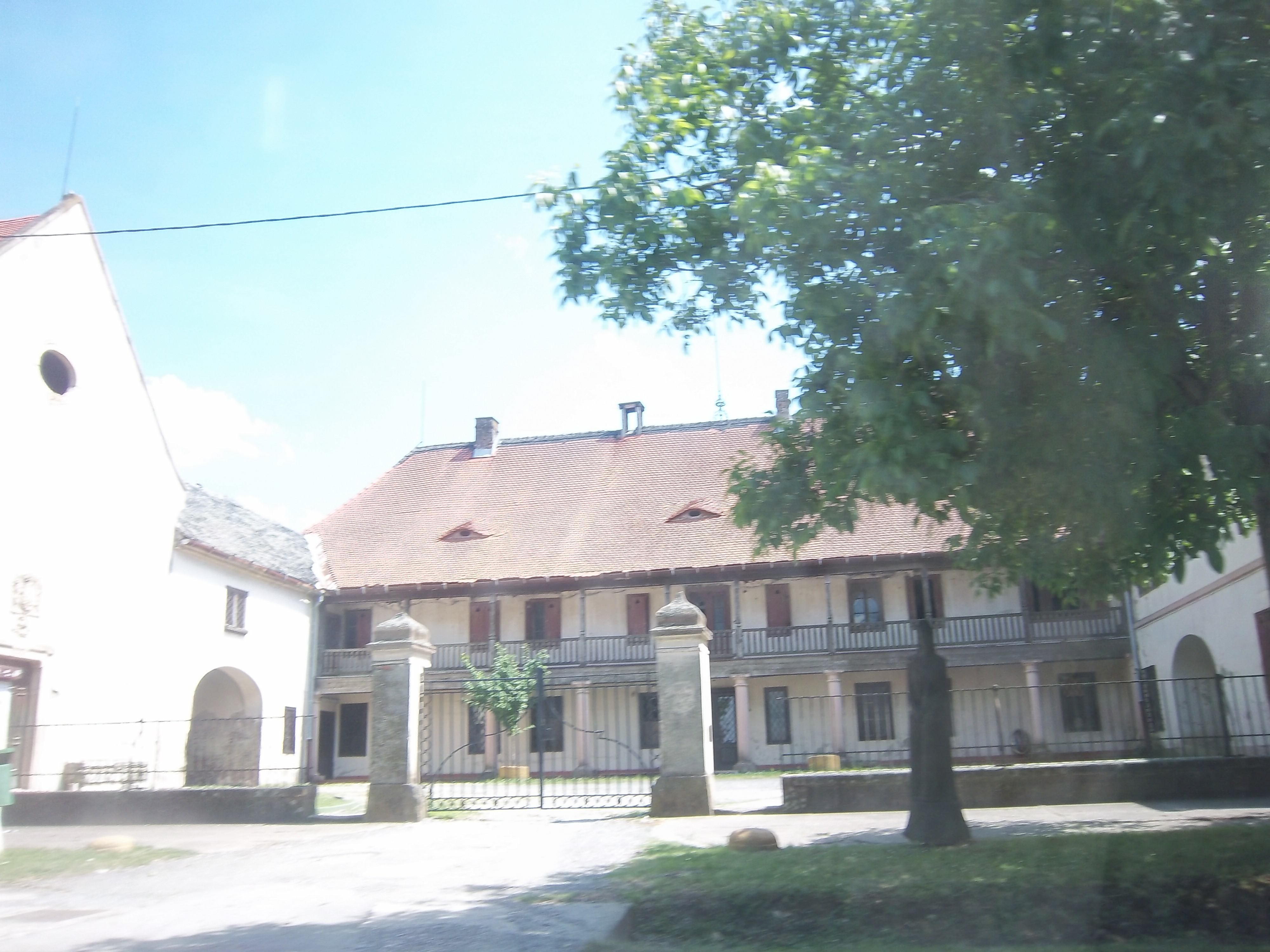
A Khuen-Belassy kastély épülete

- SK Nuštar asztaliteniszklub

## Nevezetességek
- Belasi Khuen grófi kastély.[8] A kastély építése az 1720-as években kezdődött, amikor az uradalom birtokosa Gosseau d'Heneff gróf volt. Ö kápolnát és egy egyszintes, hosszúkás téglalap alaprajzú kastélyt épített ide, mely a mai nyugati szárny helyén állt. Ez a kastély 1729-ben már állt. Leírásáról, amelyet Trenk Ferenc birtokainak a 18. század közepén történt lefoglalásakor készítettek, megtudhatjuk, hogy a kastély egyszintes épület volt, az emeleten tíz szobával, a földszinten pedig hét szoba konyhával. Részben falazott, részben fa építésű volt. A falazott rész alatt pince húzódott. Ebből az épületből mára nagyon kevés maradt. Kápolnáját a Szent Kereszt tiszteletére szentelték, de a 19. században ezt is átépítették, bár barokk jellemzőit megőrizte. 1860-ig a plébániatemplom szerepét is betöltötte. A kápolna belsejét a gróf belasi Khuen- család sírboltjával a második világháború után elpusztították. A 18. század második felében a kastély a Sándor családé lett, akik jelentősen átépítették. A kastély mai nyugati szárnya döntően ebből az időből származik. A kastély végleges formáját a 19. század utolsó negyedében nyerte el, amikor a kastély déli szárnyát a historizmus szellemében megépítették, a déli szárny és a templom között pedig összekötő folyosót építettek. A déli szárny a bejárati kapuzattal szemben 1878 és 1881 között létesült, elhelyezésének és méreteinek köszönhetően a kastély fő részévé vált. A kastély különlegessége, hogy a horvát kastélyépítészet, a közép-európai kastélyépítészet és a népi építészet hagyományainak szokatlan kombinációja. Egyesek ezt a stílust „populista romantikának” hívják. A kastély homlokzata az udvar és a park felé verandával van kialakítva. A kis kastély 1881 után épült, Möller István építész tervei szerint, valószínűleg Khuen IV. Antal gróf elképzelései szerint.

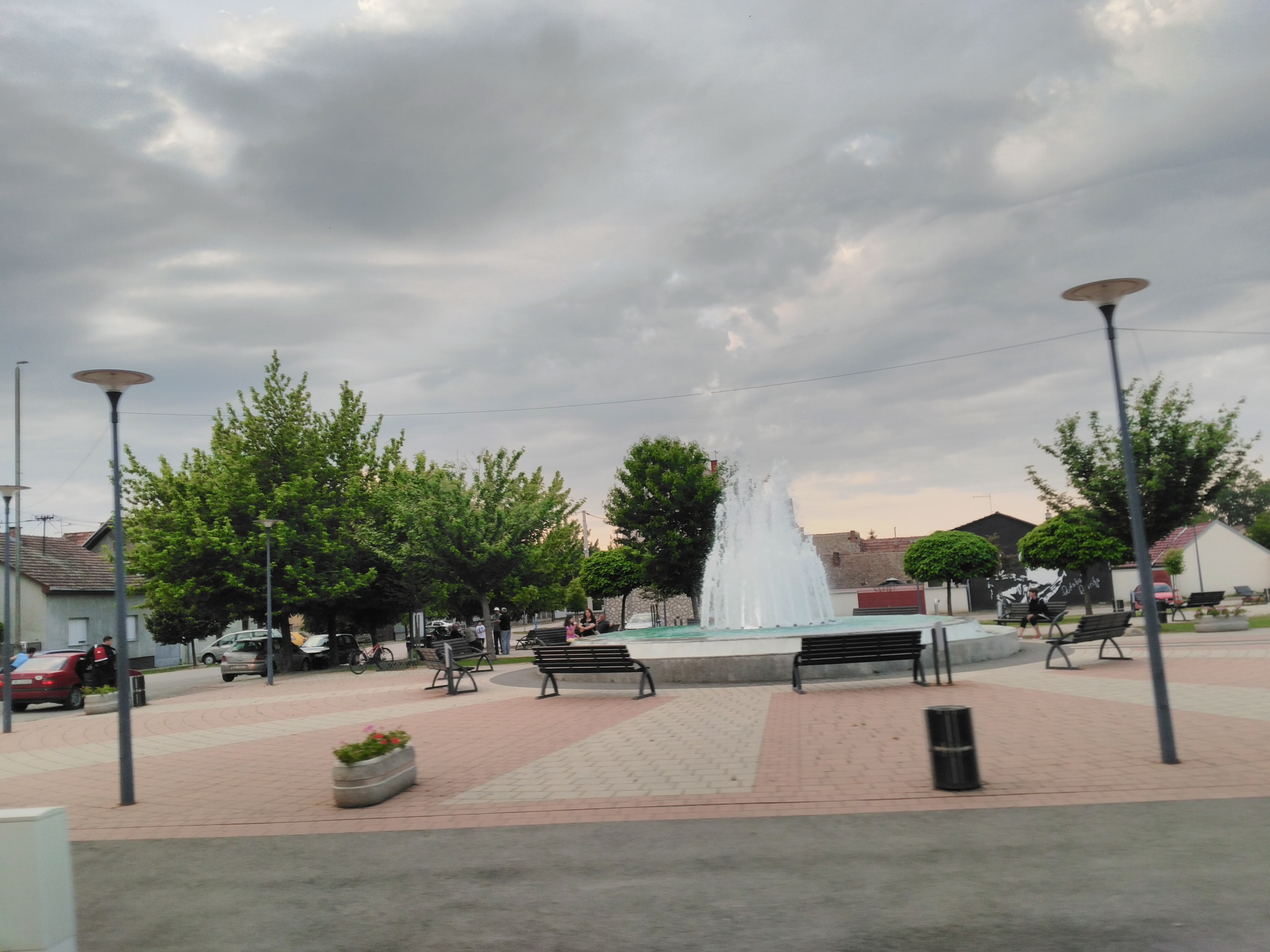
Berzétemonostor központi tere

- A kastélyt egykor pompázatos park vette körül, melyet már 1736-ban említenek. A birtok 1746-os leírásából megtudhatjuk, hogy mérete 140-szer 130 méteres volt, közepén falazott pavilonnal, mellette kúttal. A kastélyt és a kápolnát a 18. században magas fal övezte, amelyen belül a kert volt. A barokk kert területe körülbelül három hektár volt. A parkot a 19. században nyugati irányban kiterjesztették. A park harmadik változása minden bizonnyal a 19. század végén és a 20. század elején történt. Valószínűleg ebből az időből származnak a teniszpálya, a szobrok, a márvány virágcserepek, a bejárati oroszlánfigurák a tó és egy hippodrom a lovagláshoz. A kastély és környezete ma lepusztult állapotban van.

- A Vuka folyásával párhuzamosan egy nyugat-keleti irányú magaslat húzódik. Ezen állt a középkorban a Szentlélek bencés monostor és valószínűleg a középkori mezőváros is. Ma szántóföld és erdő található itt. Mivel a terület alá van aknázva ma nem kutatható, de szerepel a védett régészeti lelőhelyek országos listáján.[9]

- A Szentlélek tiszteletére szentelt római katolikus templomának tornya 1840-ben, a templomhajó 1860-ban épült. Építtetője a falu kegyura a Khuen grófi család volt, de a költségekhez Ferdinánd király is hozzájárult. A horvátországi háborúban a szerbek súlyosan megrongálták. Az újjáépítés a háború után azonnal kezdődött, de elhúzódott és csak 2003-ban fejeződött be. Egymanuálos, nyolcregiszteres orgonáját 1863-ban G. Peter Titz bécsi mester építette. Oltárképét Friedrich Sturm festette 1850-ben.

- A Szent Anna templomot 1726-ban építették az egykori monostor köveiből. Ma tető nélkül, romokban áll, csak a hajó és a szentély falai állnak az egykori födém magasságáig.

- A Szent Flórián kápolna a temető központi részén egy kisebb magaslaton áll. A kápolnát 1906-ban, a keresztutat 1907-ben építették.

- A „Zverinjak” régészeti lelőhely a település központjától 1,5 km-re északnyugatra található. 2012-ben a Vinkovcei Városi Múzeum végzett próbaásatást mintegy 105 m2 területen. Ennek során megerősítést nyert, hogy a sopoti kultúra neolitikumi települése állt itt. A La Tène-kultúra kerámialeleteinek töredékei szórványosan jelennek meg a rétegben. A régészeti leletek megerősítették, hogy a sopoti kultúra őskori települését a késő vaskorban és az ókorban használták.[10]